# Justin Jackson (Basketballspieler)
Justin Aaron Jackson (* 28. März 1995 in Spring) ist ein US-amerikanischer Basketballspieler.

## Laufbahn

### Jugend und College
Jackson ging lange Zeit nicht zur Schule, sondern wurde zu Hause unterrichtet. Basketball spielte er in einer Auswahl einer Vereinigung von Jugendlichen, die zu Hause unterrichtet werden.
Ab 2014 gehörte er zur Hochschulmannschaft der University of North Carolina und war bereits in seinem Anfangsjahr ein Leistungsträger, als er pro Begegnung 10,7 Punkte erzielte. In seinem zweiten Uni-Jahr erreichte er mit North Carolina das Endspiel der NCAA, unterlag dort jedoch Villanova. Jackson erzielte im Finale neun Zähler. In der Saison 2016/17 führte Jackson seine Mannschaft mit einem Punkteschnitt von 18,3 an, im April 2017 gab er bekannt, die Hochschule zu verlassen und ins Profigeschäft zu wechseln.

### NBA
Im Draft-Verfahren der NBA im Juni 2017 sicherten sich die Portland Trail Blazers in der ersten Auswahlrunde an insgesamt 15. Stelle die Rechte an Jackson und transferierten ihn dann zu den Sacramento Kings. In seinem NBA-Premierenspieljahr 2017/18 erzielte Jackson in 68 Einsätzen im Durchschnitt 6,7 Punkte, hinzu kamen sechs Spiele im Hemd von Sacramentos Ausbildungsmannschaft Reno Bighorns in der NBA G-League, in denen er im Mittel 17,8 Zähler sowie 6,2 Rebounds verbuchte.
Im Februar 2019 wurde er im Rahmen eines Tauschgeschäfts gemeinsam mit Zach Randolph zu den Dallas Mavericks transferiert, während Sacramento im Gegenzug Harrison Barnes erhielt. Ende November 2020 wechselte Jackson zur Mannschaft Oklahoma City Thunder.
In der Saison 2021/22 spielte Jackson zunächst für die Texas Legends in der NBA G-League, von Mitte Dezember 2021 bis Anfang Januar 2022 sowie Anfang Februar 2022 stand er bei den Boston Celtics in der NBA, dazwischen und anschließend wieder in Texas. Mitte September 2022 wurde er erneut von Boston verpflichtet. Im Februar 2023 kam er im Rahmen eines Tauschgeschäfts nach Oklahoma City Thunder zurück, wurde von der Mannschaft aber kurz danach aus dem Aufgebot gestrichen, um einen anderen Spieler zu verpflichten.
Jackson stieß wieder zur Mannschaft Texas Legends (NBA G-League). Im Februar 2024 gelang ihm mit seinem Wechsel zu den Minnesota Timberwolves die Rückkehr in die NBA.

### Nationalmannschaft
Im Sommer 2022 spielte Jackson für die US-Nationalmannschaft in der Ausscheidungsrunde für die Weltmeisterschaft.